# Corrie Konings
Corrie Konings-Rijpers (16 oktober 1940) is een Nederlandse voormalige atlete. Op 5 juli 1975 liep ze een Nederlands record op de marathon door bij een marathon in Rotterdam, een voorloper van de hedendaagse Marathon Rotterdam, te finishen in 2:57.12. Ze was hiermee de eerste Nederlandse vrouw die de marathon binnen de drie uur wist af te leggen.

## Loopbaan
In 1976 werd Konings Nederlands kampioene op de 15 km. Ook won zij dat jaar de halve marathon van Egmond en de marathon van Amsterdam, welke wedstrijd toen voor de tweede maal werd gehouden, in 3:24.31.
In 1977 herhaalde zij in Egmond haar prestatie van het jaar ervoor en won opnieuw. Weer een jaar later werd Corrie Konings de eerste Nederlandse kampioene bij de veteranen (tegenwoordig 'masters' geheten), toen zij in maart in Laag-Soeren bij de vrouwen het eerste officiële veldloopkampioenschap voor veteranen (vrouwen vanaf 35 jaar) won.

## Nederlandse kampioenschappen
| Onderdeel | Jaar |
| --------- | ---- |
| 15 km     | 1976 |

## Persoonlijke records
| Onderdeel | Prestatie       | Datum        | Plaats     |
| --------- | --------------- | ------------ | ---------- |
| 3000 m    | 9.57,9          | 17 mei 1978  | Roosendaal |
| 5000 m    | 17.31,45        | 1978         |            |
| 10.000 m  | 37.12,2         | 1977         |            |
| marathon  | 2:57.12 (ex-NR) | 12 juli 1975 | Rotterdam  |

## Palmares

### 15 km
- 1976:  NK - 59.18,1

### 20 km
- 1977:  Zilveren Molenloop - 1:21.17

### halve marathon
- 1976:  halve marathon van Egmond - 1:26.00
- 1977:  halve marathon van Egmond - 1:24.00
- 1978:  halve marathon van Egmond - 1:20.15

### marathon
- 1975:  marathon van Athene (Athens Popular) - 3:16.13
- 1975:  marathon van Rotterdam - 2:57.12 (NR, voorloper)
- 1976:  marathon van Amsterdam - 3:24.31
- 1976:  WK veteranen in Coventry - 3:04.44